# Avon Products

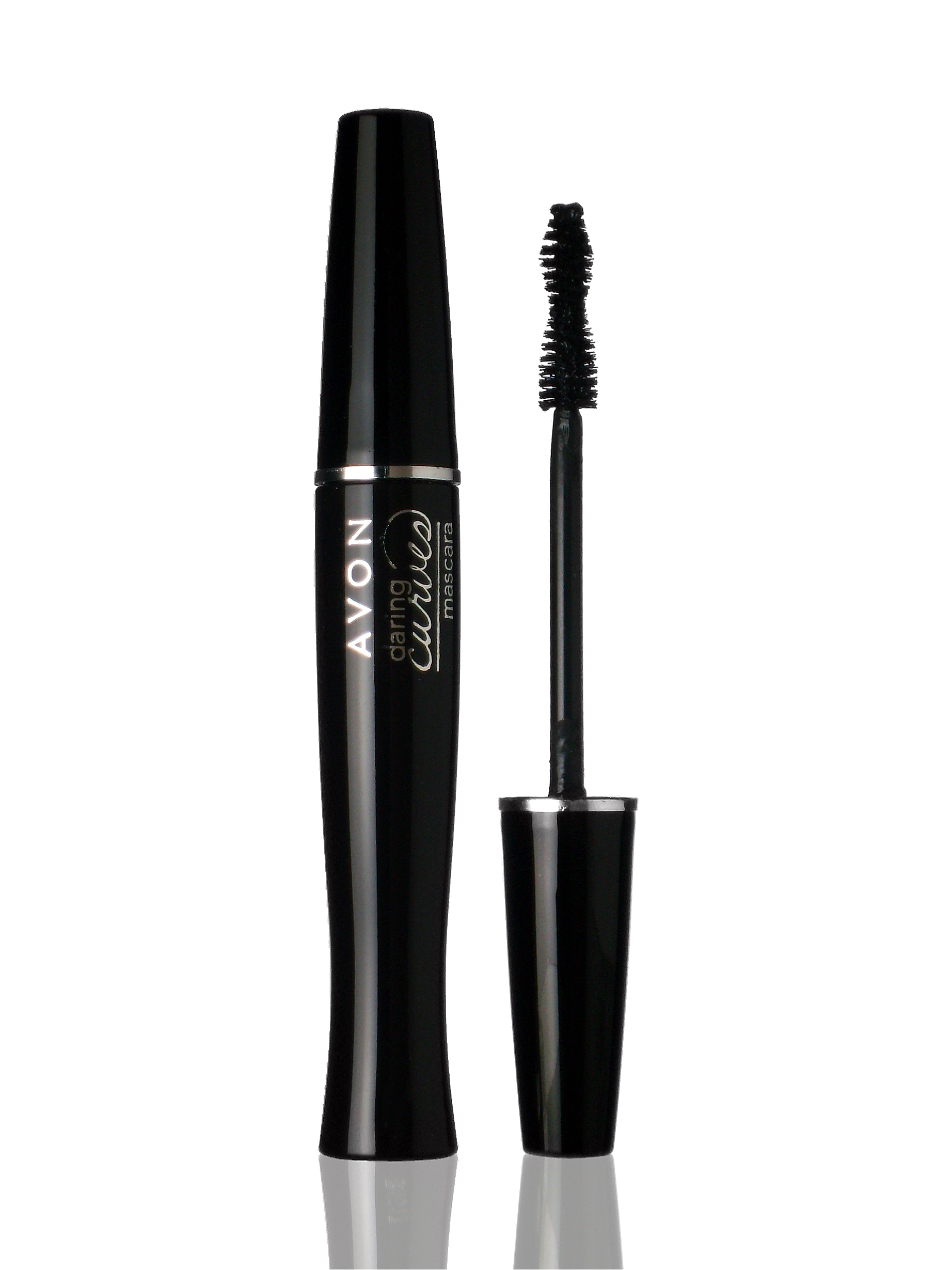
Máscara de pestañas Avon Daring Curves.

Avon Products, Inc.  conocida popularmente como Avon, fue una empresa de cosméticos, perfumes, juguetes, joyería y productos para el hogar. Fue fundada en Nueva York en 1886 por David H. McConnell. 

## Historia
La historia de Avon comienza con David H. McConnell, joven estadounidense nacido en 1858 en una granja cercana a la ciudad de Oswego, en el estado de Nueva York.
Un día de 1879 David H. McConnell llega al almacén de Persis Foster Eames (P.F.E.) Albee en Winchester (Nuevo Hampshire), y la recluta como vendedora de medio tiempo, mientras ella manejaba su tienda en casa.
En 1880 se une al Sindicato de Editores de Chicago, teniendo a cargo todo el territorio sur tres años más tarde. Con los libros, obsequiaba un pequeño perfume de fragancia floral fabricado por él mismo, notando que los perfumes causaban mayor interés que los mismos libros.
En 1886 fundó la empresa "California Perfume Company" (CPC). Comenzó creando una línea de fragancias que comercializaba él mismo de forma directa, siguiendo con la modalidad de venta puerta a puerta. Fue entonces cuando P.F.E. Albee ya con 50 años, dos hijos y enviudada hace un año, se convirtió en la primera empleada de McConnell.
El año 1895 abre su primera sede en Suffern, Nueva York. Dos años después (1897) se construye el primer laboratorio (280 m²) en las mismas instalaciones. 
La compañía continuó creciendo con la ayuda de sus empleados, y en especial por la señora P.F.E. Albee, quien pasó de vender puerta a puerta los perfumes de su jefe, viajando a caballo, en calesa y en tren, a ser la encargada de reclutar nuevas vendedoras. En 1903 había reclutado ya a 10 000 vendedoras.
En 1898, cinco millones de unidades de cosméticos fueron vendidos en Norteamérica.
En 1906, la oficina de la Costa Oeste, en San Francisco fue destruida en el gran terremoto de ese año. 
El estado de salud de P.F.E. Albee empeora a mediados de la setentena, por lo que se ve obligada a dejar las ventas y se muda con su hija Ellen Albee Day a Baldwinville, Massachusetts. Albee muere el 7 de diciembre de 1914, en Templeton, Massachusetts, a la edad de 78 años. Es enterrada en el Cementerio Evergreen en Winchester.
Para 1914 la compañía se expandió a Montreal, Canadá. 
En 1929 se introduce una nueva línea de productos que se llamó Avon, pasando diez años después a ser el nombre oficial de la compañía. El nombre de Avon está inspirado en el lugar de nacimiento de William Shakespeare (Stratford-upon-Avon), el escritor favorito de McConnell.
Para la Gran Depresión, la compañía pasa de tener una campaña mensual a una campaña cada tres semanas. Reduce los precios en productos específicos, de tal modo que las ventas se incrementan en un 70%.
El 20 de enero de 1937 David H. McConnell fallece en Suffern a la edad de 78 años. Dejando tres hijos; Edna Bertha, Doris Hall, y David Hall McConnell, Jr.
Durante la Segunda Guerra Mundial, AVON transforma más de la mitad de la extensión de sus laboratorios de Suffern en una fábrica de suministros de guerra fabricando paracaídas, máscaras de gas y productos farmacéuticos. Y las distribuidoras comienzan a vender Bonos de Guerra. Para 1944 ingresa al modelo de venta directa las llamadas "Jefas de Zona". Desde 1954 comienza a operar en Venezuela y Puerto Rico. Lo que marca el comienzo de la expansión por el mundo. Inicia la campaña publicitaria Avon Calling o en español "Avon llama a su puerta", la que dura hasta 1967. En 1957 la compañía alcanza las 100 000 distribuidoras y se bate un récord de ventas de 100 millones de dólares. Aumentando sus vendedoras a 600 000 en el mundo para 1972. En 1978 el número de Distribuidoras llega al millón, superando los 2 billones de dólares en ventas. De los cuales 400 millones son por ventas de bisutería, convirtiéndose en la compañía de venta de bisutería más grande a nivel mundial.[cita requerida]
En 1979 AVON adquiere Tiffany & Co. que será propiedad de AVON Products hasta 1980. AVON desarrolla y fabrica equipamiento médico, productos químicos, inaugura centros de enfermería y acogida. La Compañía vende estas filiales en 1994 y se centra en la cosmética.
En diciembre de 2015, Avon vendió el 80% de su filial Norteamericana a Cerberus Capital Management en un acuerdo valorado en $605 millones. Avon trasladó su sede a Londres tras el acuerdo de 2015.
A comienzos de 2020 Natura & Co. compró Avon.
En agosto de 2024, Avon Products, Inc se declaró en bancarrota en Estados Unidos de forma voluntaria ante el Tribunal de Quiebras del Distrito de Delaware para acogerse al Capítulo 11.